# 孟加拉国经济

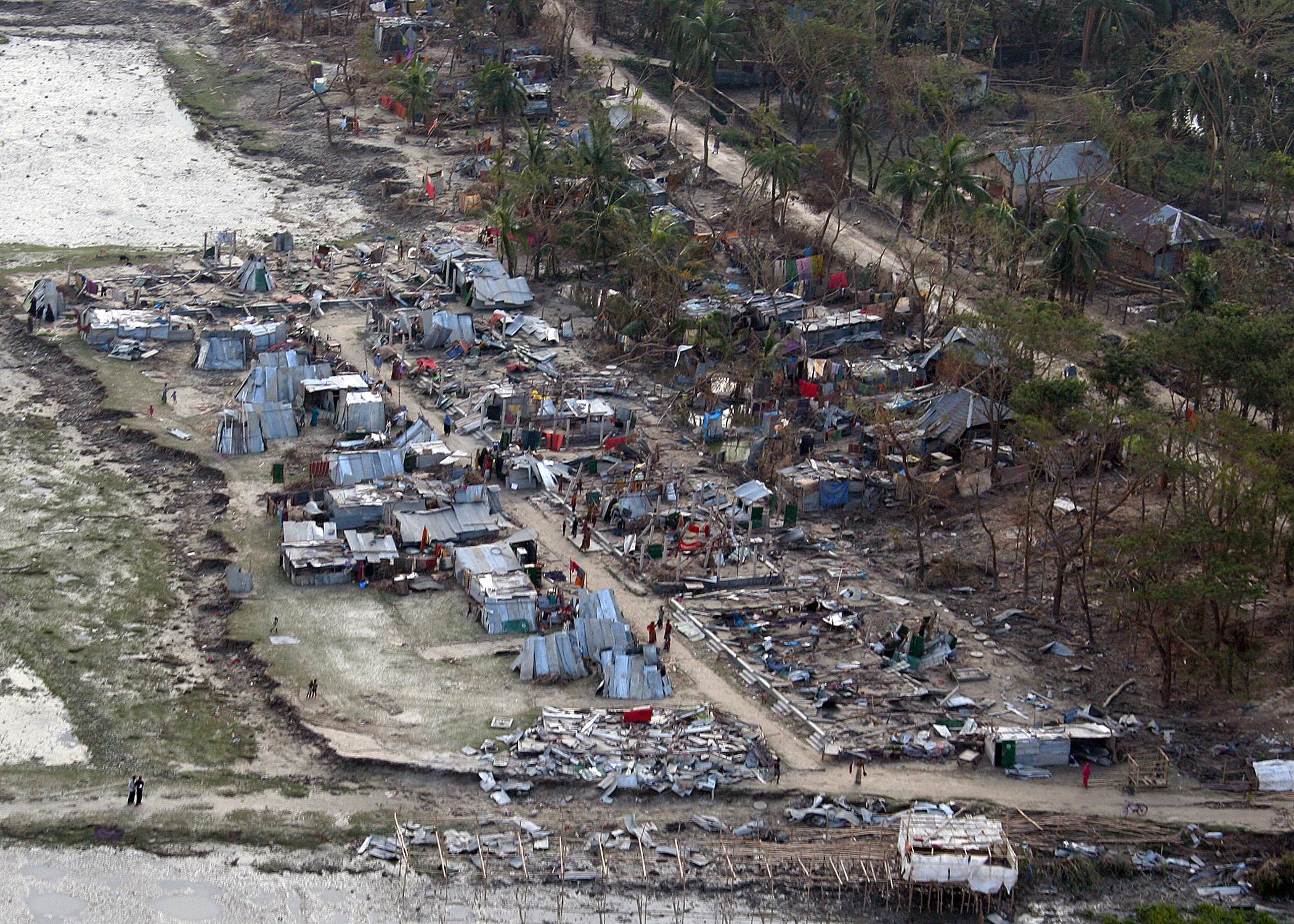
孟加拉貧民窟

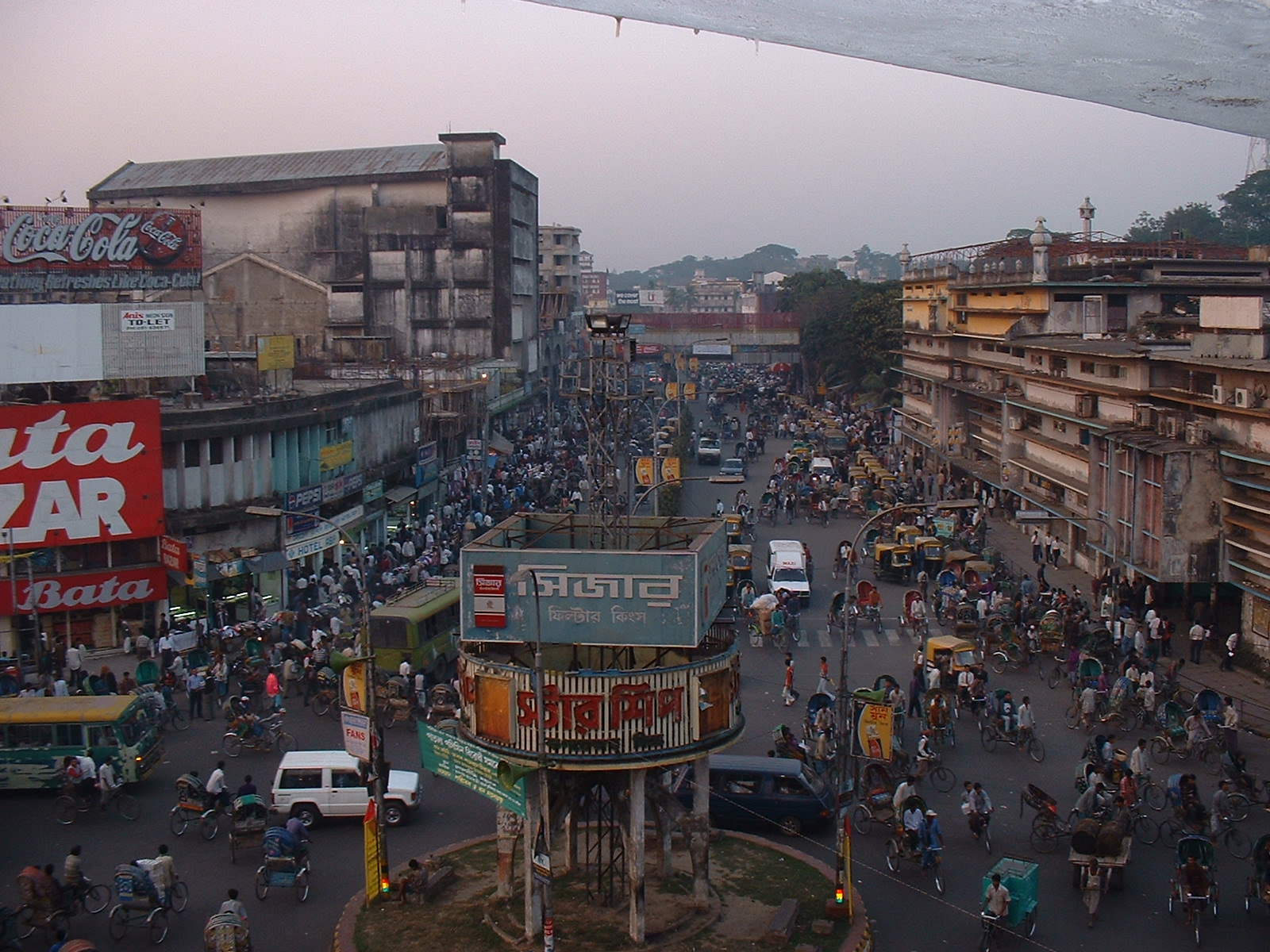
吉大港

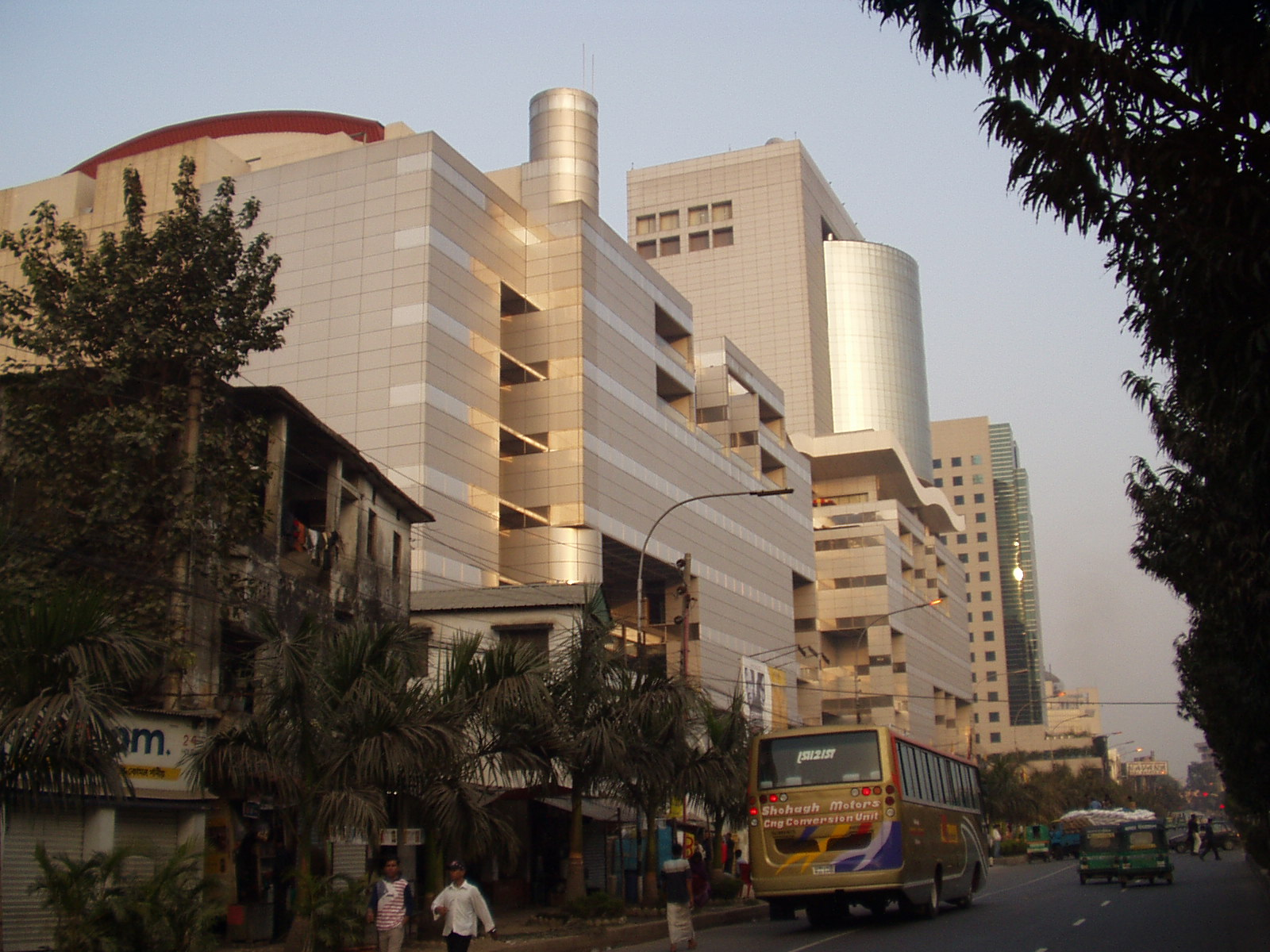
Bashundhara City, 南亚最大的大型购物中心

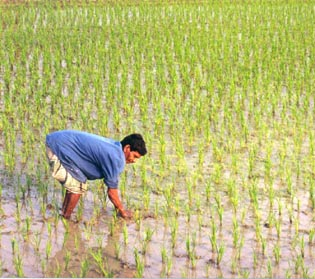
孟國农夫在稻谷场

孟加拉國經濟尽管不断在国内及国际上努力提升和人口普查的前景，但孟加拉国仍然是一发展中国家。2006年的人均年收入为1400美元，比起世界上一些发达国家的人均年收入10200美元来说，还有很大的差距。孟加拉族穆斯林佔絕對多數，最大的少數民族是吉大港山區部落查克瑪人信上座部佛教，人口700,000人。孟尚有49.8％的人口生活在貧困線以下，其中33.4％為極度貧困人口。平均每4109人有1張醫院床位，每3866人有1名醫生。
黄麻是孟加拉国最主要的经济出口作物之一。除此之外还出口大米，茶，芥菜等。根据世界银行的统计，自从1990年以来，孟加拉国的中产阶级，以及消费产业都有所扩大。該国一位著名的经济学家穆罕默德·尤纳斯（2006年获得诺贝尔和平奖），他通过格莱珉银行所提出的已广泛传播的微额貸款，对孟加拉国的经济发展产生了深远的影响。
孟加拉近年有一些的跨国公司進駐例如美國Unocal石油和雪佛龍，当地公司則有例如Beximco、Square、Akij Group、Ispahani、Navana Group、Transcom Group、Habib Group、KDS Group

## 重要经济指标
- 国民生产总值（本币）

| 年份   | 国民生产总值 (单位：亿塔卡) |
| 1970年 | 320                         |
| 1980年 | 2006                        |
| 1985年 | 4046                        |
| 1987年 | 5355                        |
| 1988年 | 5930                        |
| 1989年 | 6561                        |
| 1990年 | 7335                        |
| 1991年 | 8307                        |
| 1992年 | 9031                        |
| 1993年 | 9450                        |
| 1994年 | 10346                       |